# Vintilă Dongoroz
Vintilă Dongoroz  (n. 27 martie 1893, Tecuci – d. 18 martie 1976, București) a fost un jurist, avocat, profesor universitar de drept penal, autor de lucrări de drept, membru corespondent al Academiei Române și politician român. 

## Studii
A absolvit gimnaziul din Tecuci, în anul 1908. A urmat liceul Unirea din Focșani, la ambele secții, reală și modernă, obținând două diplome, în 1912. 
A studiat dreptul la Facultatea de drept a Universității din București. Licențiat în drept, în iulie 1915. Doctor în drept la aceeași Facultate, în anul 1919. Abilitat, la 28 iunie 1929 ca docent universitar, în specialitatea drept și procedură penală la aceeași facultate. Confirmat în 1930 de Ministerul Instrucțiunii. Doctor docent în anul 1968 și profesor doctor docent în 1968.

## Activitate profesională
Începând din anul 1915 și până în 1948, a activat ca avocat, făcând parte din baroul de Ilfov. A fost ales de trei ori membru al Consiliului de ordine al Baroului de Ilfov (1927-1934).
A pledat, între altele, în procesele: contingentării; pașapoartelor; fraudelor de la Casa Muncii C. F. R.; fraudelor cu terenurile petroliere; spirtului metilic; fraudelor de la închisori; Milozi; inginer Motaș contra Societății de Gaz Metan; fraudelor de la Dumbrăveni (Spodheim); Găetan. 
A făcut parte din mai multe comisii care au elaborat proiectele de Cod penal și Codului de procedură penală, având un rol însemnat la întocmirea acestora.
A fost director al revistei "Jurisprudența generală".
La data de 27 mai 1948 a devenit membru corespondent al Academiei Române. Aflat printre cei peste 100 de membri ai Academiei îndepărtați pe criterii politice, în august 1948, a fost repus în drepturi, ca membru corespondent, la 11 mai 1994.
Între 1 iunie 1951 și 31 august 1954, cercetător științific, iar de la 1 septembrie 1954 șef de secție la Institutul de Cercetări Juridice al Academiei.

## Activitate pedagogică
Numit, la 1 ianuarie 1929, conferențiar provizoriu și la 1 iulie 1930, conferenția definitiv de drept și procedură penală la Facultatea de Drept din București. Profesor titular de la 15 noiembrie 1936 până în 30 aprilie 1951. Profesor la Școala Superioară de Științe Administrative (1928-1936) din București și la Institutul Superior de Științe Penale (1930-1936).

## Activitate politică
Membru al Partidului Național Liberal.

## Distincții
- Medalia „Meritul Științific” (26 septembrie 1966) „pentru merite deosebite în activitatea științifică, cu prilejul Centenarului Academiei Republicii Socialiste România”[1]

## Lucrări
- „Câteva observațiuni...”, București, 1922
- „Despre traficul de influență”, București, 1922
- „Tratat de drept și procedură penală”, 5 volume, 1924-1927
- „Drept interprovincial penal”, București., 1925
- „Memoriu”, București, 1926
- „Observațiuni...”, București, 1928
- „Introducere în studiul aprofundat al părții speciale”, curs, București, 1928
- „Drept penal. Partea specială”, București, 1929
- „Pluralitatea infractorilor”, curs, București, 1929
- „Metoda tehnico-juridică în studiul penal”, curs, București, 1929
- „Curs de drept și procedură penală”,  București, 1930
- „Abuzul de încredere și escrocheria”, București, 1930
- „Curs de drept și procedură penală”, București, 1930
- „Pederastia față cu legea penală”, București, 1930
- „Formele imperfecte ale infracțiunilor”, curs, București, 1930
- „Amnistia,. Caracter. Aplicațiune”, București, 1930
- „Competența penală”, București, 1931
- „Comutarea detenției preventive”, București, 1931
- „Concurs de înfracțiune”, București, 1931
- „Observațiuni...”, București, 1931
- „Omuciderea prin imprudență. Concurs de cauze”, București, 1931
- „Unitate și pluralitate în ilicitul penal”, curs, București, 1931
- „Infracțiunile falimentare față cu legea lichidării judiciare”, București, 1932
- „Trădarea și spionajul. Conceptul lor”, București, 1933
- „Cauzalitatea psihică și fizică în infracțiuni”, curs, București, 1933
- „Observațiuni...”, București, 1934
- „Iarăși câteva observațiuni”, București, 1934

A colaborat cu studii, articole și adnotații la "Curierul judiciar",  "Tribuna juridică",  "Revista penitenciarelor" și "Revista penală".